# Partido Comunista de Uruguay
Die Partido Comunista de Uruguay (PCU) (deutsch: Kommunistische Partei Uruguays) ist eine 1921 entstandene uruguayische Partei. Sie vertritt einen marxistisch-leninistischen Standpunkt.
Sie entstand am 21. September 1920 aus der Sozialistischen Partei Uruguays (PS), in der sich eine Mehrheit der Mitglieder für die Umwandlung in eine kommunistische Partei ausgesprochen hatte. Dies hatte die Abspaltung der PSU unter Emilio Frugoni zur Folge.
Die führende Figur der Partei war lange Zeit Eugenio Gómez, der von der Gründung bis ins Jahr 1955 ihren Vorsitz innehatte. Ihm folgte Rodney Arismendi als Generalsekretär. Der erste größere Wahlerfolg der PCU datiert aus dem Jahre 1946.
Die Partei spielt im Parteiengefüge Uruguays nur eine untergeordnete Rolle. Offizielles Presse-Organ der Partei ist die Wochenzeitung El Popular.

## Bekannte Mitglieder
- Rodney Arismendi
- Marina Arismendi
- Emilio Frugoni
- Ernesto Kroch
- Alcira Legaspi
- José Luis Massera
- Susana Muñiz